# Mary Coughlan
Mary Coughlan (Galway, 5 mei 1956) is een Ierse zangeres en actrice.

## Biografie
Mary Coughlan werd geboren in Galway, Ierland. Haar vader was een soldaat uit County Donegal. Ze was de oudste van vijf kinderen en had een grillige jeugd doorstaan. Ze verliet de kloosterschool en begon alcohol te drinken en drugs te gebruiken op 15-jarige leeftijd. Op deze leeftijd bracht ze tijd door in een psychiatrisch ziekenhuis. Na een tijd in het ziekenhuis en een late afstuderen, besloot Coughlan het huis te verlaten. Halverwege de jaren 1970 verhuisde ze naar Londen, waar ze trouwde met Fintan Coughlan en drie kinderen kreeg. In 1981 verliet ze haar man en nam ze de voogdij over haar kinderen op zich. In 1984 verhuisde ze terug naar haar geboorteplaats Galway. Toen ze terugkeerde naar Ierland en ze in het openbaar begon op te treden, werd ze opgemerkt door de Nederlandse muzikant en producent Erik Visser.
Visser, wiens band Flairck populair was in Europa, hielp Coughlan met het opnemen van haar eerste album Tired and Emotional. Visser werd haar lange termijn medewerker. Het album verkocht onverwacht 100.000 exemplaren in Ierland, deels vanwege een optreden in  The Late Late Show. Ondanks problemen bleef Coughlan lof oogsten voor haar opnamen bij Warner Music Group. Op Under the Influence (1987) zong ze de Peggy Lee-hit Don't Smoke in Bed uit 1948 en de Billie Holiday-ballad Good Morning Heartache, evenals Jimmy McCarthys Ride On, die in 1987 #5 bereikte in de Ierse hitlijsten. In 1988 maakte ze haar acteerdebuut in Neil Jordans High Spirits. Ze verloor haar platencontract bij Warner Music Group.
In 1990 tekende ze bij East West Records, dat haar derde album Uncertain Pleasures uitbracht, opgenomen in het Verenigd Koninkrijk en geproduceerd door Peter Glenister, voormalig muziekregisseur van Terence Trent D'Arby. Het bevatte composities van Mark Nevin en coverversies van The Rolling Stones' Mother's Little Helper en Elvis Presleys Heartbreak Hotel. Na behandeling leek het alsof Coughlan weer op haar voeten was geland. Sentimental Killer (1992) en Love for Sale (1993) werden goed ontvangen. In 1994 leende ze haar vocalen uit aan het album A Woman's Heart Vol.2 met Mary Black en Dolores Keane. Ze bracht Live in Galway uit en in 1997 After the Fall, wat haar Amerikaanse debuut werd.
In juni 2000 nam Coughlan een nieuwe wending in haar carrière, toen ze een reeks multimediashows presenteerde in Dublin en Londen ter ere van Billie Holiday, een zangeres wiens leven parallellen had met dat van Coughlan. Materiaal van deze shows werd verzameld op Mary Coughlan Sings Billie Holiday. In april 2001 werd Long Honeymoon uitgebracht en in 2002 Red Blues. Ze verscheen in de RTÉ reality-tv-liefdadigheidsshow Celebrity Farm. The House of Ill Repute werd uitgebracht in 2008. Ze werkte mee aan het album Sanctuary met Moya Brennan.
In 2018 werkte Coughlan samen met de Brokentalkers en Valgeir Sigurðsson, om een mix van theater, muziek en dans te creëren om haar buitengewone leven en haar moeilijke jeugd opnieuw voor te stellen. Het vertelt het verhaal van een jonge vrouw die misbruik, verslaving en psychische aandoeningen heeft doorstaan en wiens ontdekking van kunst en muziek haar verlossing was.
De première vond plaats in het Projects Art Centre in Dublin, waar Mary Coughlan samen met het vrouwelijke kwartet Mongoose een originele partituur van Valgeir Sigurðsson speelde, die elektronische muziek combineert met live instrumentatie en een beklijvende vocale score. Woman Undone werd in twee categorieën genomineerd voor de Irish Times Theatre Awards: Beste geluid voor Mary Coughlan, Mongoose en Valgeir Sigurðsson; en Beste voortgang voor Eddie Kay.

## Privéleven
Na Tired and Emotional kreeg Coughlan te maken met wanbeheer in haar carrière. Ze verloor haar auto, huis en platencontract bij Warner Music. Ze dronk overmatig alcohol en werd meer dan dertig keer in het ziekenhuis opgenomen. Ze herstelde in 1994 en kreeg twee kinderen met Frank Bonadio. Een openbare ruzie met zangeres Sinéad O'Connor volgde over Bonadio's genegenheid.
Coughlan heeft gesproken over abortus en de rol van vrouwen in de Ierse samenleving. In september 2017 verliet ze een interview met Newstalk-presentator George Hook naar aanleiding van opmerkingen van de presentator over slachtoffers van verkrachting.

## Discografie
- 1985: Tired and Emotional (Mystery)
- 1987: Under the Influence  (Mystery)
- 1990: Uncertain Pleasures (East West)
- 1992: Sentimental Killer (East West)
- 1993: Love for Sale (Demon)
- 1995: Live in Galway (Big Cat)
- 1997: After the Fall (Big Cat/V2)
- 1999: Long Honeymoon (Evangeline)
- 2000: Mary Coughlan Sings Billie Holiday (Evangeline)
- 2001: Love Me or Leave Me: The Best of Mary Coughlan (WEA International)
- 2002: Red Blues (Cadiz/Pinnacle)
- 2003: Live at the Basement (Hail Mary)
- 2008: The House of Ill Repute (Rubyworks)
- 2012: The Whole Affair: The Very Best of Mary Coughlan (viering 25 jaar) (Hail Mary Records)
- 2015: Scars on the Calendar (Hail Mary)
- 2018: Live & Kicking (Hail Mary Records)
- 2020: Life Stories (Hail Mary Records)